# Verkeersplein Gieten
Verkeersplein Gieten, ook wel aangeduid als knooppunt Gieten of rotonde Gieten, is de ongelijkvloerse kruising van rijksweg 33 (N33) en de provinciale weg 34 (N34) nabij de Drentse plaats Gieten. Het verkeersplein bestaat uit een grote rotonde zonder verkeerslichten waar de N33 onderdoor gaat. De rotonde bevat naast de aansluiting 34 van de N33 met de N34 ook een verbinding met P+R Gieten.
Het verkeersplein werd in 1962 opengesteld, toen op die plek voor het eerst twee wegen kruisten. In de loop der jaren zijn er enkele grote wijzigingen geweest, waaronder het aanbrengen van snelheidsremmende maatregelen in 1990 en de komst van een ov-knooppunt in 2011. Sinds dat jaar loopt de N33 onder de rotonde door en in 2014 werd die weg verdubbeld naar 2×2 rijstroken.
In de jaren na 2011 bleek dat het knooppunt ondanks eerdere wijzigingen nog problemen kent met betrekking tot verkeersveiligheid en doorstroming. Anno 2025 werkt de provincie Drenthe een ontwerp met een fly-over en plaatselijke verdubbeling verder uit.

## Geschiedenis

### Opening verkeersplein
Op 9 april 1962 werden de trajecten Gieten-Bareveld van rijksweg 33 (thans ook wel N33) en Gieten-Annen van rijksweg 34 (thans provinciale weg 34 / N34) geopend. Waar deze wegen elkaar kruisten, werd het tweestrookse verkeersplein Gieten geopend. Destijds slechts in drie richtingen: het traject Gieten-Gasselte van rijksweg 34 opende al in januari 1961 en rijksweg 33 richting Rolde/Assen opende pas later, in mei 1971. Zeker in de begintijd was het officieel gezien een verkeersplein en geen rotonde, aangezien verkeer dat het plein op wilde rijden voorrang verleend moest worden. Omstreeks 1968 was Eext nog bereikbaar via een weg waarbij de N34 iets voor het verkeersplein overgestoken moest worden.

### Snelheidsremmende maatregelen
In 1990 werd de N34 voorzien van snelheidsremmende maatregelen om de verkeersveiligheid te verbeteren. Het verkeersplein Gieten stond wat dat betreft bekend als een 'black-spot' vanwege het grote aantal aanrijdingen, waarvan de oorzaak werd gezocht in de te hoge snelheid van naderend verkeer. Verkeer al op het verkeersplein kreeg in het vervolg voorrang, de rotonde werd versmald naar één rijstrook en de aansluitingen werden haaks aangelegd. De maatregelen aan de autoweg bleken, ondanks aanvankelijk wat negatieve geluiden over het verkeersplein, succesvol en kostten in totaal 3 miljoen gulden, waarvan zes ton voor het verkeersplein.

### Ov-knooppunt

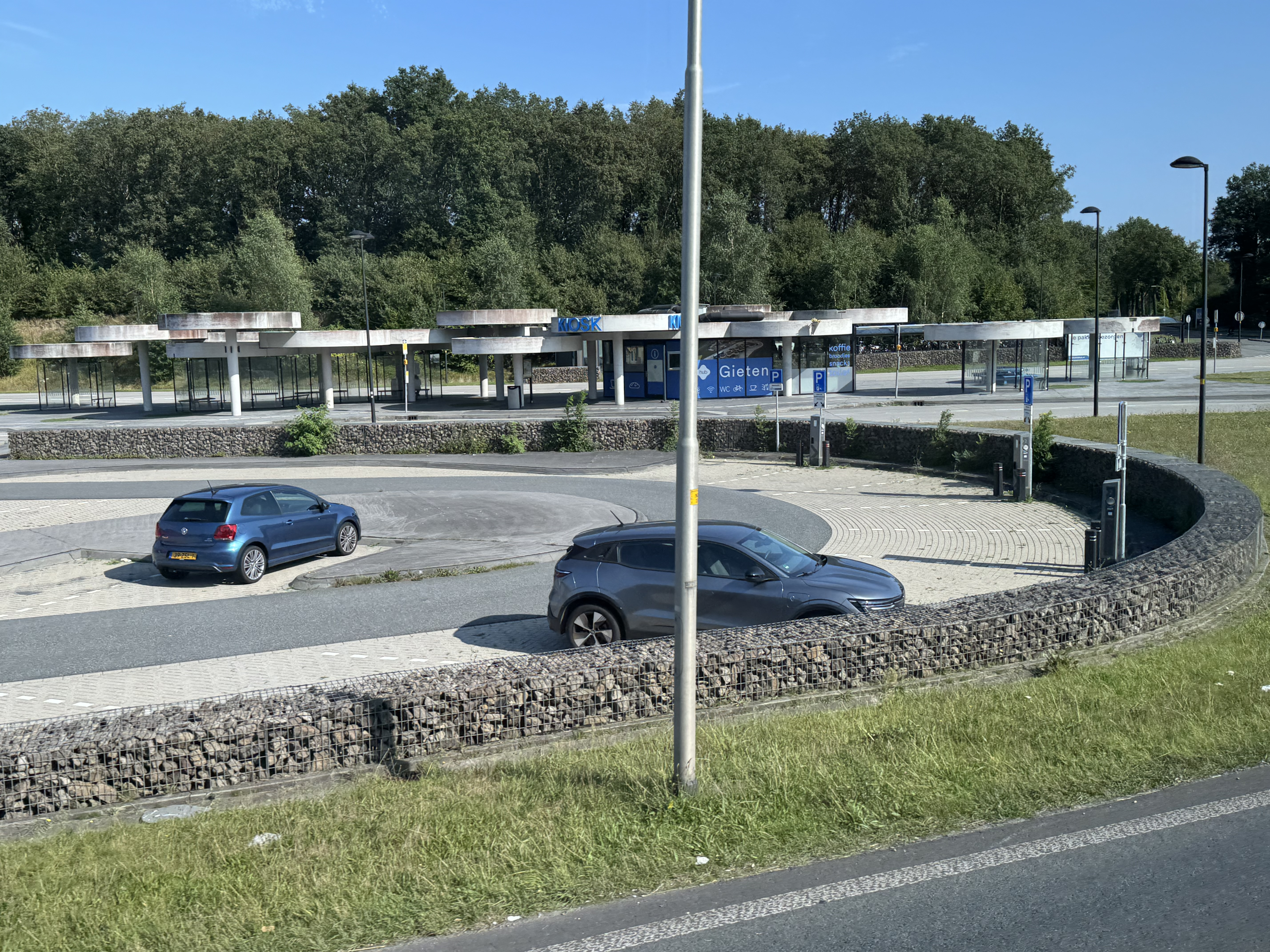
Het P+R-terrein met parkeerplaats en haltes gezien vanaf de N34 (2024)

Toen in 2003 een reconstructie van het verkeersplein werd aangekondigd, werd tevens het plan bekendgemaakt om een transferium naast het verkeersplein aan te leggen. In maart 2010 werd gestart met de aanleg van het ov-knooppunt, dat op 1 januari 2011 in gebruik werd genomen. Met de komst van het ov-knooppunt verdwenen de bussen uit de dorpen en werd de reistijd tussen steden als Groningen, Assen, Emmen en Veendam sterk ingekort. In september 2012 werd het ov-knooppunt officieel geopend. Er zijn Qliner-verbindingen in alle vier de richtingen van het verkeersplein met frequenties variërend van eens per 10 minuten tot eens per uur, afhankelijk van de lijn en of in de spits gereisd wordt. Daarnaast zijn er twee reguliere streekbussen die door de bebouwde kom van Gieten rijden.
Sinds de voltooiing van het ov-knooppunt (vanaf 2019 P+R Gieten geheten) heeft het verkeersplein een vijfde aansluiting, die toegang biedt tot het ov-knooppunt voor reizigers die komen parkeren en voor de Qliner-bussen die gebruikmaken van de aansluitende N-wegen. Voor beide doelgroepen is er ook een rechtstreekse verbinding met de bebouwde kom van Gieten. Bussen vanuit de richting Emmen kunnen via een uitvoegstrook het P+R-terrein bereiken en hoeven dus niet via de rotonde te rijden. Een schematische weergave van de aansluitingen op het verkeersplein is hieronder te zien.

### Aansluitende wegen
| Aansluitende wegen     | Aansluitende wegen | Aansluitende wegen             | Aansluitende wegen | Aansluitende wegen           |
| ---------------------- | ------------------ | ------------------------------ | ------------------ | ---------------------------- |
|                        |                    | richting Zuidlaren / Groningen |                    |                              |
|                        |                    |                                |                    | richting Veendam / Zuidbroek |
|                        |                    |                                |                    |                              |
| richting Rolde / Assen |                    |                                |                    |                              |
|                        |                    | richting Borger / Emmen        |                    | P+R Gieten                   |

### Verdiepte ligging N33
In januari 2003 besloot Rijkswaterstaat, toen eigenaar van beide aansluitende wegen, om ter hoogte van de destijds eenvoudige rotonde de N33 verdiept aan te leggen om zo de verkeersveiligheid en doorstroming op beide wegen te verbeteren. Het plan was al eerder door Rijkswaterstaat geopperd in 1998. Ook waren er plannen geweest om een klaverblad aan te leggen, maar zo'n volwaardig knooppunt werd te duur. De werkzaamheden zouden in 2006 en later in 2007 moeten starten, maar in 2006 sprak Rijkswaterstaat de hoop uit om eind 2008 te starten met het verdiept aanleggen van de weg. In maart 2009 ging de gemeenteraad van Aa en Hunze akkoord met het bestemmingsplan.

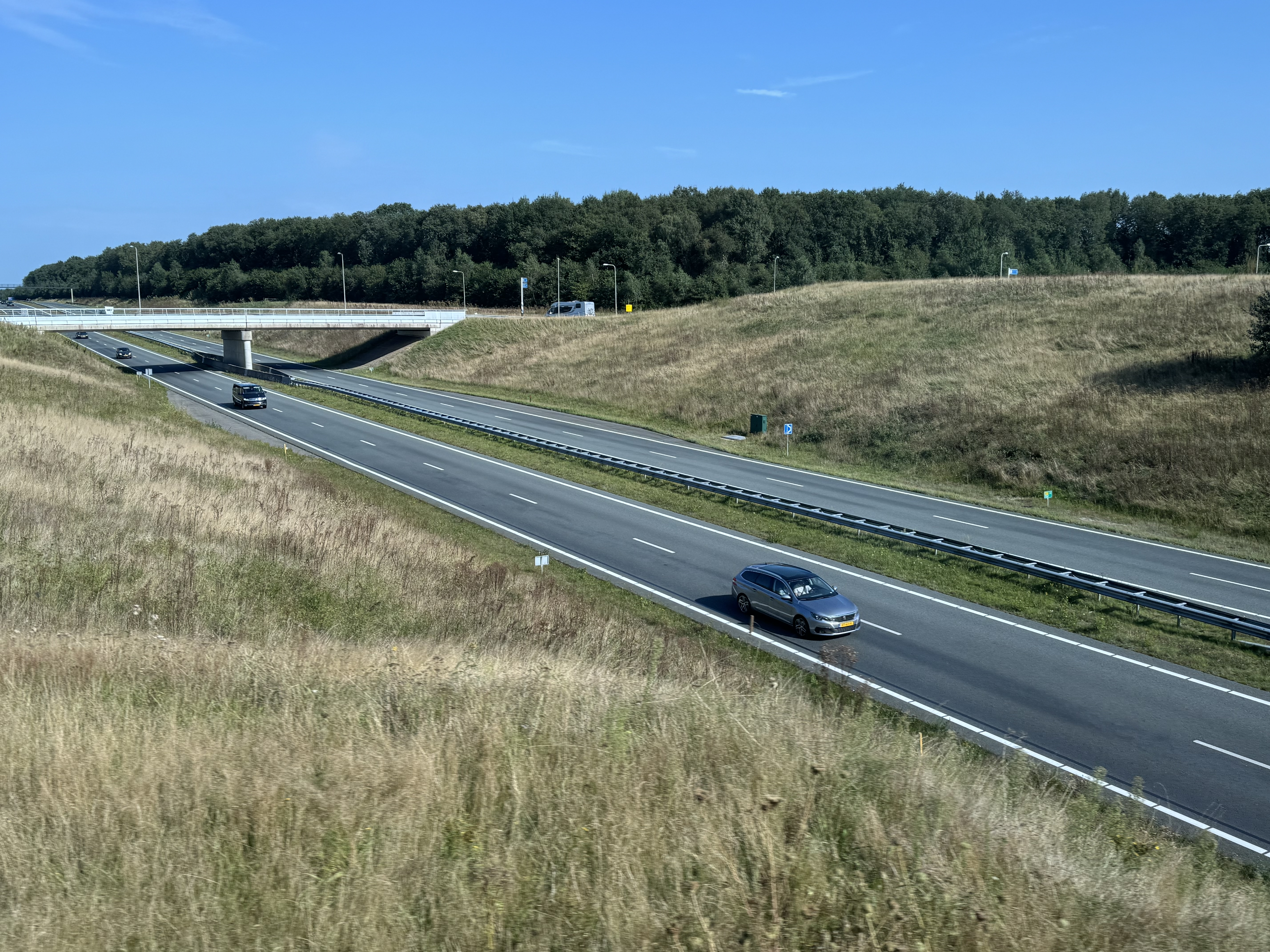
De verdiept gelegen N33 in het midden van het verkeersplein (2024)

Uiteindelijk werd in maart 2010 gestart met de werkzaamheden, uitgevoerd door de provincie Drenthe in opdracht van Rijkswaterstaat. De nieuwe rotonde kwam op 9 februari 2011 gereed. De verdiept gelegen N33 en fietsbrug Molenveen over die autoweg werden op 30 maart dat jaar opengesteld voor verkeer, waarmee er voor het eerst sinds de jaren 70 weer een directe fietsverbinding kwam tussen Gieten en Eext. De daarvoor benodigde fietstunnel onder de N34 richting Emmen werd al in 2007 aangelegd. Vanwege veiligheidsredenen werd aan weerszijden van de verdiepte N33 in het midden van de rotonde een grondwal aangelegd zodat verkeer dat van de N34 de rotonde op komt niet uit onoplettendheid rechtdoor op de lager gelegen N33 terecht kan komen. Bij de aanleg was al rekening gehouden met de toen toekomstige verdubbeling van de N33 door onder de twee viaducten over de N33 ruimte vrij te laten voor een tweede tweestrooks rijbaan.
Het project dat werd uitgevoerd door KWS Infra kostte ruim acht miljoen euro en werd twee weken na deadline voltooid. Tijdens de werkzaamheden maakte het verkeer gebruik van een tijdelijke rotonde. Voor de diepere ligging moest een leemlaag worden aangetast waarvan de waterdichte functie daarna overgenomen werd door een foliescherm. Al in de eerste maand van de werkzaamheden werd door archeologen een boerderij uit de ijzertijd ontdekt. Bij de graafwerkzaamheden werd een enorme partij zwerfkeien opgegraven, die door de provincie Drenthe werd gekocht en bij het Hunebedcentrum in Borger terechtkwam. Tevens werden 475 miljoen jaar oude fossielen van inktvis en koraal afkomstig uit het tegenwoordige Chili aangetroffen. Het kwam nog ter sprake om een aansluiting voor het dicht bij het verkeersplein gelegen Eext toe te voegen aan de rotonde, die ook wel werd aangeduid als 'zesde poot'. De gemeenteraad van Aa en Hunze besloot unaniem deze aftakking alleen door bussen en hulpdiensten te laten gebruiken. Toen het OV-bureau Groningen Drenthe besliste de enige buslijn die in Eext kwam niet meer door het dorp te laten rijden, werden de plannen afgeblazen.

### Verdubbeling N33
Al in 1974 was de verdubbeling van de N33 een onderwerp op de politieke agenda. Uiteindelijk startten de werkzaamheden in het voorjaar van 2013 en werd ter hoogte van het verkeersplein de verdubbelde weg in mei 2014 geopend. Eind september 2014 werd het volledige verdubbelde traject tussen Assen en Zuidbroek opengesteld voor verkeer, dat vervolgens op 29 september dat jaar feestelijk geopend werd door minister van Infrastructuur en Milieu Schultz van Haegen.

### Slechte doorstroming en onveilig
Hoewel de in maart 2011 geopende doorgaande N33 de dagelijkse verkeershinder grotendeels moest verhelpen, kwam al in het najaar van 2011 in het nieuws dat het verkeer op de N34 dagelijks vaststond bij Gieten. Zo staat het in de ochtend vast met verkeer richting Groningen en 's avonds met verkeer richting Emmen. Vanwege herhaaldelijke ongelukken waarbij de rotonde in de N34 over het hoofd werd gezien, werden in juni 2016 waarschuwingsborden met knipperlichten geplaatst, die 30.000 euro kostten. Eind dat jaar werden de toeritten van de N34 op het verkeersplein flauwer gemaakt voor een betere doorstroming en werd het gebruik van de af- en oprit bij de aansluiting Gieten van de N34 als sluiproute tijdens file verhinderd. Beide aanpassingen werden voorgesteld door weggebruikers zelf, al werd de verhindering in de vorm van betonblokken midden 2017 alweer verwijderd. Eind 2016 werd een proef uitgevoerd met het inzetten van verkeersregelaars voor een verbeterde doorstroming. Uit onderzoek bleek dat de avondfile niet is op te lossen met verkeersregelaars. Hierom werden in het voor- en najaar van 2017 en het najaar van 2018 en 2019 alleen in de ochtend verkeersregelaars ingezet. Begin 2024 trof de provincie Drenthe, die sinds 2007 beheerder is van de N34, verschillende maatregelen om de verkeersveiligheid te waarborgen, waaronder het plaatsen van tijdelijke waarschuwingsborden voor filevorming vanuit alle vier de richtingen en het opnieuw verhinderen van de sluiproute via aansluiting Gieten. In september dat jaar werden vanuit beide richtingen langs de N33 autonome filemeldsystemen aangebracht, om weggebruikers te waarschuwen in geval van file bij de uitvoegstrook.

## Toekomstplannen

### Korte termijn
Als oplossing voor de korte termijn keek de provincie Drenthe begin 2024 naar bijvoorbeeld het verlengen van de busstrook ten zuiden van het verkeersplein en het aanleggen van een tijdelijke bypass voor verkeer vanaf de N33 naar de N34. Deze maatregelen zouden in twee jaar gerealiseerd kunnen worden.

### Lange termijn
Na meerdere ernstige ongelukken en de slechte doorstroming besloot destijds verantwoordelijk gedeputeerde Henk Brink in 2015 dat het knooppunt aangepakt moest worden. Uit een onderzoek naar oplossingen voor het fileprobleem dat werd uitgevoerd in opdracht van de provincie Drenthe, kwam in 2016 naar voren dat het enige haalbare alternatief is om de N34 via een zogeheten fly-over over de N33 heen te leiden. Bij het vaststellen van de startnotitie in de Provinciale Staten in oktober 2018, zegde het provinciebestuur toe de aanpak van het verkeersplein voorrang te geven bij de aanpak van de gehele N34. Dat totaalproject heeft als doel om de verkeersveiligheid, doorstroming en het openbaar vervoer tussen Emmen en De Punt te verbeteren. In november 2019 werd hiervoor een adviesaanvraag bij de Commissie voor de milieueffectrapportage ingediend, waarna in mei 2020 advies werd uitgebracht over de reikwijdte en het detailniveau van het te schrijven milieueffectrapport (MER).
In 2024 bleek uit het MER van de provincie Drenthe dat een fly-over van de N34 over de N33 heen de beste en goedkoopste oplossing zou zijn en de minste natuurschade tot gevolg zou hebben. Een alternatief, een fly-over die richting Eext is verschoven, scoorde slechter qua natuurbehoud en kosten. Dat had te maken met de extra ruimte die die variant inneemt, het doorsnijden van essen en de grotere impact op het Gietsenveentje, een pingoruïne met belangrijke aardkundige en archeologische waarden. Het lokaal verdubbelen van de N34, wat bij sommige varianten was meegenomen, zou ook een negatieve impact hebben op de natuur. De kosten voor de rechtstreekse fly-over waren begroot op 50 miljoen euro, de verschoven variant zou 67 miljoen euro kosten. De provincie heeft een budget van 90 miljoen euro, waarmee ook een beoogde gedeeltelijke verdubbeling van de N34 betaald moet worden. Tijdens twee inloopbijeenkomsten in juli 2024 konden belangstellenden kennisnemen van de schetsontwerpen, het milieueffectrapport en de inpassingsvisie. Gedeputeerde Staten maakte in mei 2025 het voornemen bekend om een fly-over aan te leggen in combinatie met een verdubbeling van de N34 van ongeveer vijf kilometer tussen Eext en Gasselte. Met aanvullend onderzoek wordt gezocht naar oplossingen om de hele autoweg veiliger te maken. In de komende tijd worden de plannen verder uitgewerkt en moeten ze nog goedgekeurd worden door het Drents Parlement, waarna werkzaamheden zouden moeten starten in 2030.